# Масакр у Кореји (Пабло Пикасо)
Масакр у Кореји је експресионистичка слика коју је 18. јануара 1951. године довршио Пабло Пикасо  и критикује америчку интервенцију у Корејском рату. Масакр у Кореји приказује цивиле које су убиле антикомунистичке снаге. Уметничка критичарка Кирстен Ховинг Кин каже да је  слика "инспирисана извештајима о америчким злочинима" у Кореји.
На Пикасово дело је утицала слика Франциска Гоје 3. мај 1808., која приказује Наполеонове војнике, који су по наредби Жоашен Мира погубили шпанске цивиле. Као и код Гоје, Пикасову слику обележава композиција, подељена у два различита дела. Лево се налази група обнажених жена и деце, као и гробнице на поду. Бројни, тешко наоружани, „витезови“ се налазе на десној страни слике, такође обнажени. Стрељачки вод је чврсто постављен као у Гојиној слици.
Кациге „витезова" су нескладне, а њихово наоружање је склоп оружја од средњовековног до модерног доба. Многи гледаоци тумаче да су војници, у својству уништавача живота, заменили своје полне органе за оружје, чиме су лишили свет следеће генерације људског живота. Поред Гернике и Mртвачнице (1944–45), ово је једно од Пикасових дела којим је прииказао политику свог времена.
Слика је изложена у Музеју Пикаса у Паризу.